# ウィーン国立歌劇場
ウィーン国立歌劇場（ウィーンこくりつかげきじょう、ドイツ語: Wiener Staatsoper　ヴィーナー シュターツオーパー、ドイツ語の原音から「ヴィーン〜」とも）は、オーストリアのウィーンにある歌劇場。1920年まではウィーン帝立・王立宮廷歌劇場（k.k. Hof-Operntheater–Neues Haus）と呼ばれていた。レパートリーシステムをとる。

## 概要
ウィーンはドイツから北イタリアを支配していたハプスブルク君主国の首都であったため、ドイツ・オペラのみならずイタリア・オペラにとっても中心的存在であった。その帝都の威信をかけて発足した歌劇場であり、精力的な上演活動によってたちまち世界のオペラをリードする位置にのぼり、現在に至っている。ただし、モーツァルトの時代には間に合わず、その後のドイツオペラをリードしたヴァーグナーやリヒャルト・シュトラウスの初演拠点にもならなかったこともあり、有名作品の初演歴という点ではドレスデンやミュンヘンに一歩を譲っている。
専属オーケストラであるウィーン国立歌劇場管弦楽団が、世界でも一、二の人気を争う（英「グラモフォン」誌や日本「レコード芸術」誌のオーケストラ・ランキングでは常に3位以上を維持、歌劇場管弦楽団を兼ねる団体でこの位置に入った例は他に無い）オーケストラであるウィーン・フィルハーモニー管弦楽団の母体である。
歴代の総監督には作曲家であるリヒャルト・シュトラウスやグスタフ・マーラーも就任している。その他の総監督もその時代を代表する指揮者である。ヨハン・シュトラウス2世も指揮している。
ドイツオペラとイタリアオペラの両方をカバーするという点では、逆の立場（オーストリアの支配を受けていた）にあったミラノのスカラ座にも同様の性格はあるが、古くからイタリア人スター歌手も多く専属化するなど、ウィーンの国際性は一段と徹底している。
歌劇場収容人員2280人。オペラシーズン9月~翌年6月。オペラシーズンの観客動員数約60万人。衣装ストック18万点。
1999年の民営化で、合唱団が有限会社(GmbH)になり、装置、小道具、衣装、入場券販売など裏方部門は「アート・フォア・アート」という名称の独立機関の有限会社(GmbH)になった。各会社は売上を上げるため宣伝活動や寄付、スポンサーの獲得に力を注ぎ、オペラグッズの売出し、切符を色刷り、自国・他国の劇場の注文を広く求め販売拡大につとめた。2002年にはトヨタ・レクサスのメセナを獲得した。
ウィーン国立バレエ団の本拠地でもある。
歌劇場のチケットは度々売り切れるが、需要を満たすために、パブリック・ビューイングが無料で屋外公開され、潜在需要の掘り起こしに役立っている。

## 歴史

### 「沈んだ箱」？

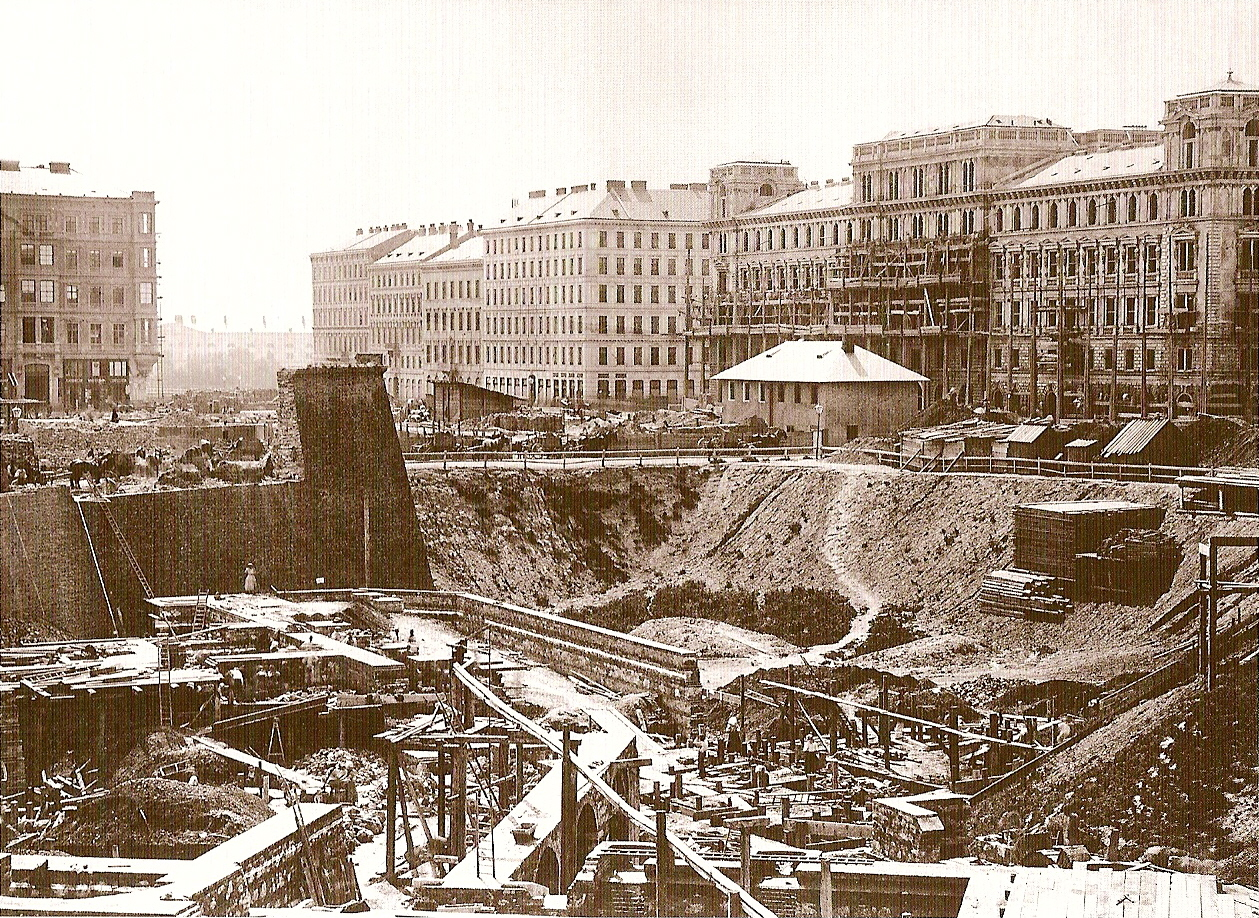
着工直後のようす（1863年

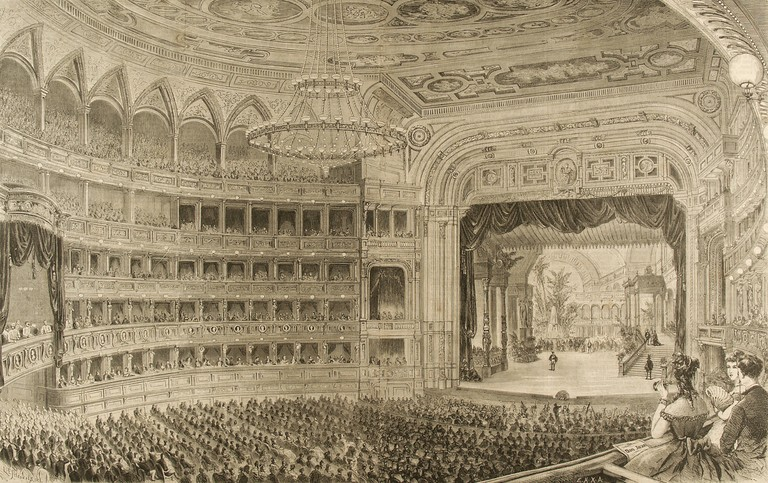
こけら落とし（1869年）

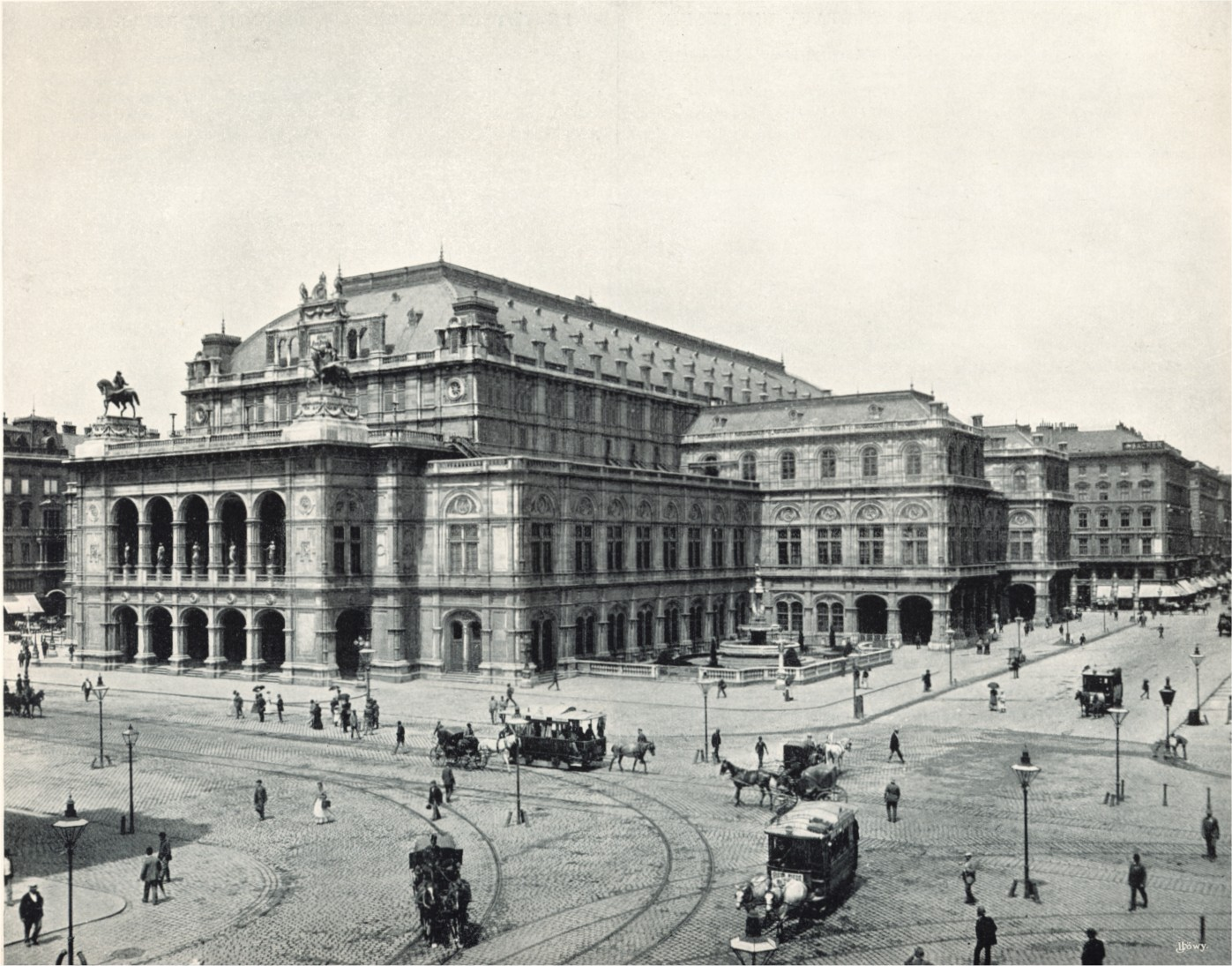
1898年ごろ

フランツ・ヨーゼフ1世の治世に行われた、城壁の撤去とリング通りの建設を中心としたウィーン都市大改造計画の一環として、ウィーン市庁舎、ブルク劇場とともに建設された「ウィーン帝立・王立宮廷歌劇場」が前身である。ウィーン帝立・王立宮廷歌劇場建設計画はウィーン大改造に伴い取り壊しが決まったケルントナートーア劇場の代替としてウィーン美術アカデミーの建築家エドゥアルト・ファン・デア・ニルとアウグスト・シカート・フォン・ジッカルツブルクの共作で考案したものが選定された。劇場はウィーンの中心部、ケルントナー通りとリング通りの交点に面して建てられており、「オーパー・リング（オペラ通り：Oper Ring）」と呼ばれている。
新劇場の設計も設計コンペの結果、ニルとジッカルツブルクのネオルネサンス様式の設計案が採用された。1863年5月20日に着工、1865年に10月7日に外装が完成、公開され、1869年5月25日に完成した。総工費600万グルデン、客席数2324、面積8709平方メートルの大劇場である。ヴォルフガング・アマデウス・モーツァルトの『ドン・ジョヴァンニ』の上演でこけら落しを行った。建物は建設途上から「建設上のケーニヒグレーツ」、「ギリシャ風、ゴシック風、ルネッサンス風とどれもこれもとりいれ」たありふれたリバイバル建築、などと酷評された。さらに道路面が予定よりも高くなり、建物入口の階段が低くなったため、「皇帝は新劇場を『沈んだ箱』と評した」という噂もたった。これらの酷評のせいで、1868年にニルは自殺し、ジッカルツブルクは憤死した。

### 完成後
1897年に総監督となったグスタフ・マーラーは、アナ・バール・ミルデンブルク（1872年 - 1947年）、セルマ・クルツ（1874年 - 1933年）、レオ・スレザーク（1873年 - 1946年）ら新しい世代の歌手を積極的に登用し、また舞台デザイナーを雇用して伝統的で豪華な舞台装置をモダニズムやユーゲントシュティール様式の簡素なものに置き換えた。さらに、上演中に客席の照明を落とす慣行を作ったのもマーラーである。これは当初は聴衆の不評を買ったものの、後継者らはこの改革をそのまま続けた。『フィデリオ』のフィナーレでの舞台転換の時間をかせぐために、「レオノーレ序曲第3番」を挿入するアイデアもマーラーによるものである。
また、マーラーはそれまでオペレッタを上演することがなかったウィーン宮廷歌劇場でヨハン・シュトラウス2世のオペレッタ『こうもり』を正式にレパートリーとした（1897年）。さらに、ウィーン宮廷歌劇場で上演するバレエ曲（『灰かぶり姫』というシンデレラ物語）をヨハン・シュトラウス2世に委嘱したが、これは完成しなかった。
20世紀になると、総監督リヒャルト・シュトラウスの『ナクソス島のアリアドネ』（1916年10月4日）や『影のない女』（1919年10月10日）の世界初演が行われている。第二次世界大戦中の1945年3月12日、連合軍の爆撃により舞台が破壊され、建物は火災に見舞われた。火災は2日2晩続いた。モーリツ・フォン・シュヴァイエのフレスコ画のあるホワイエと正面階段、連廊、それに喫茶室は焼失を免れたが、120作のオペラ上演のための舞台装置と大小道具のほぼ全て、15万着もの衣装が失われた。このため国立歌劇場はウィーン・フォルクスオーパー（1945年5月1日から6月14日まで）およびアン・デア・ウィーン劇場（1945年6月18日から1955年8月31日まで）を仮の拠点とした。また、従来ウィーンの上演と連携したプロダクションを上演していたザルツブルク音楽祭は、これにより独自のプロダクションを作るようになった。
再建した客席数2,200名の劇場は、再び総監督に就任したカール・ベームの指揮による『フィデリオ』によって1955年11月5日に再開した。
ウィーン国立歌劇場はイタリアやその他の外国語作品も、契約歌手によりドイツ語で上演してきたが、カラヤンは客演歌手を招き原語上演する方針を導入した。これは、やはり訳詞上演が慣例化していたドイツその他の国の大歌劇場にも波及した。
歌劇場ではオペラやバレエの上演のほか、何十年にもわたって上流階級によるオーパンバル（オペラ座舞踏会）にも使用されている。

## 総監督
- ヨハン・ヘルベック (1870–1875)
- ヴィルヘルム・ヤーン (1881–1897)
- グスタフ・マーラー (1897–1907)
- フェリックス・ワインガルトナー (1908–1911)
- フランツ・シャルク (1918–1919)
- リヒャルト・シュトラウス / フランツ・シャルク (1919–1924)
- フランツ・シャルク (1924–1929)
- クレメンス・クラウス (1929–1934)
- フェリックス・ワインガルトナー (1935–1936)
- カール・ベーム (1943–1945)
- カール・ベーム (1954–1956)
- ヘルベルト・フォン・カラヤン (1956–1964)
- ロリン・マゼール (1982–1984)

### 音楽監督（楽長）

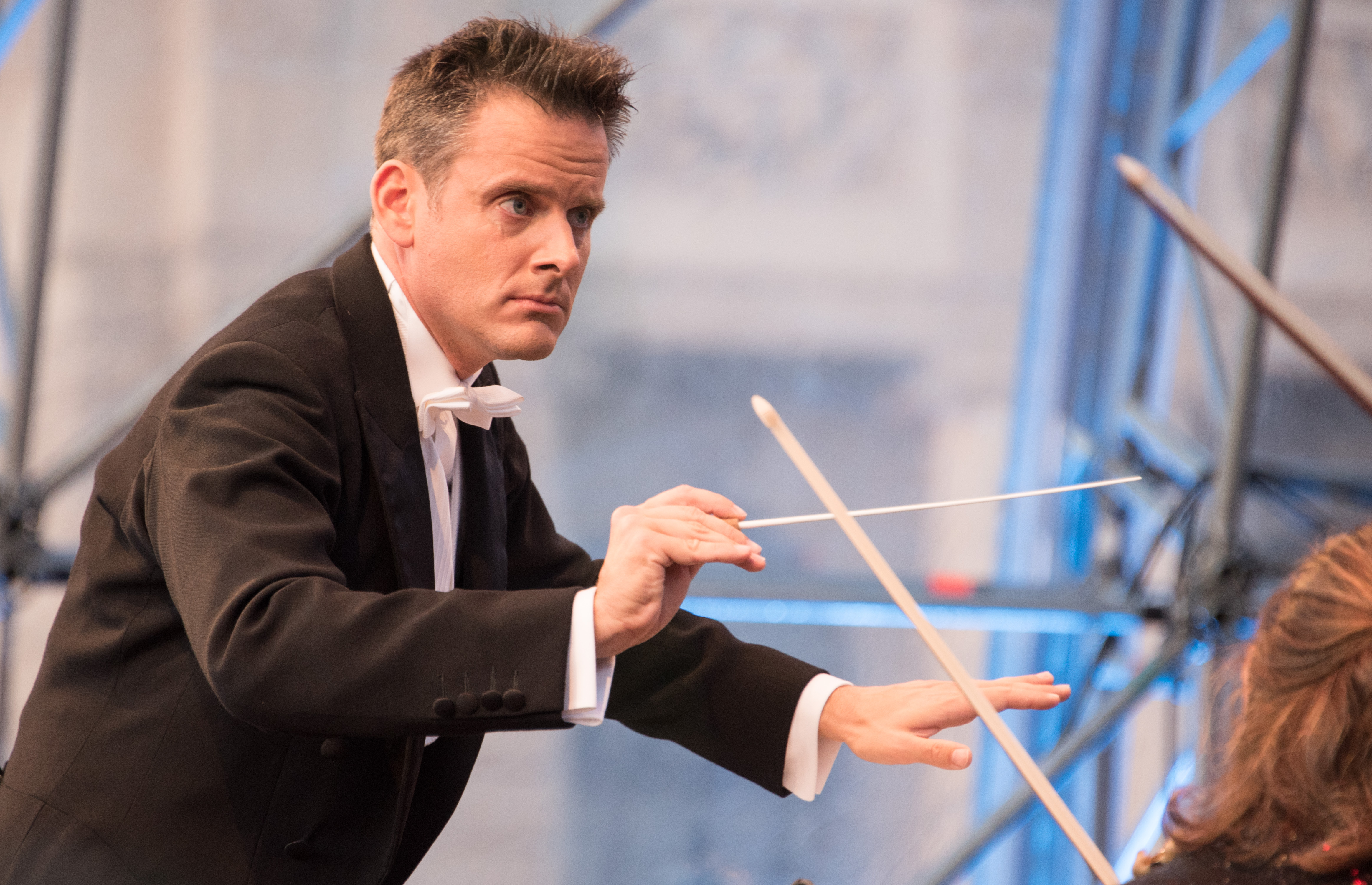
フィリップ・ジョルダン (2015年)

- ハンス・リヒター（1893-1900）／総監督はヴィルヘルム・ヤーン
- フランツ・シャルク（1900-1918）／総監督はグスタフ・マーラー
- ブルーノ・ワルター（1901-1913）／総監督はグスタフ・マーラー

- クラウディオ・アバド (1986–1991）／総監督はクラウス・ヘルムート・ドレーゼ（英語版）
- 小澤征爾 (2002–2010）／総監督はイオアン・ホレンダー（英語版）
- フランツ・ウェルザー＝メスト (2010-2014）[11]／総監督はドミニク・メイエ（独語版）
- フィリップ・ジョルダン (2020-2025）[12]／総監督はボグダン・ロシュチッチ（独語版）

## 友の会
オペラチケットの販売だけでは赤字なので、会費または寄付の額により75のメセナ会員、130のスポンサー会員、119の後援会員、その他の一般会員からなる「友の会」があり、会員になるとプレミアのゲネプロ鑑賞6回、オペラサロントークショー16回、入場券の優先販売、世界各地の歌劇場訪問旅行、年報発行配布の特典がある。これら会員の会費、寄付によって赤字圧縮につとめている。

## ギャラリー

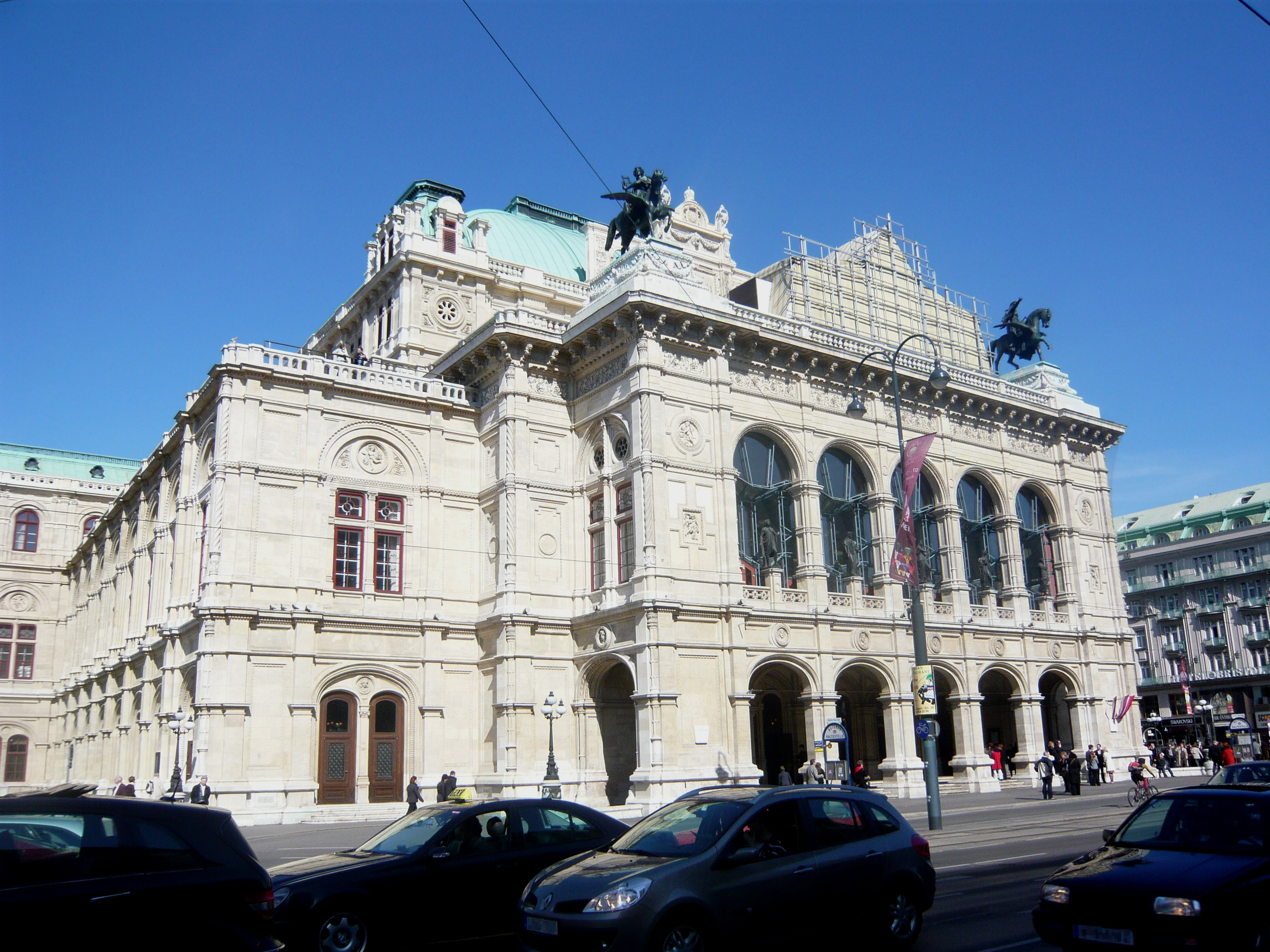
ウィーン国立歌劇場
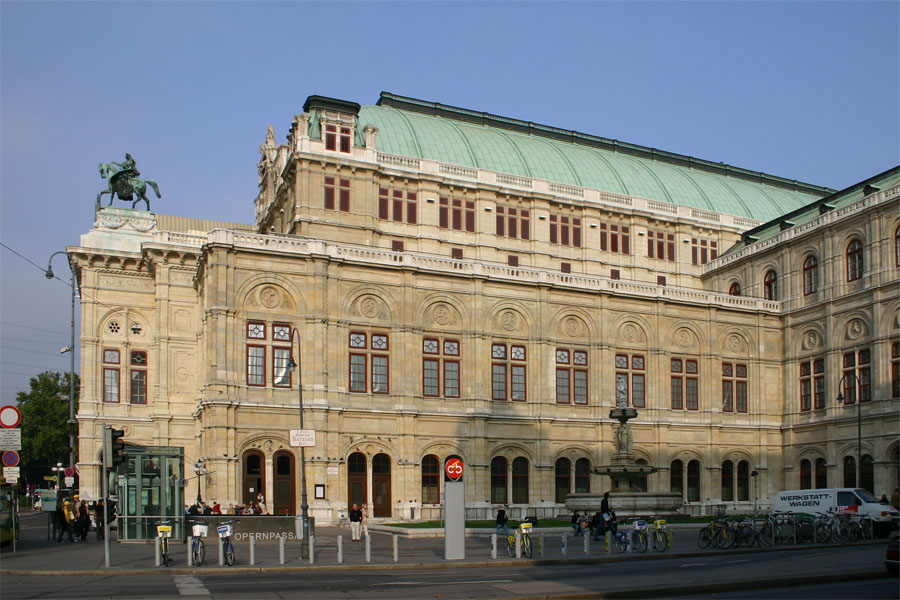
ウィーン国立歌劇場 （東側面）
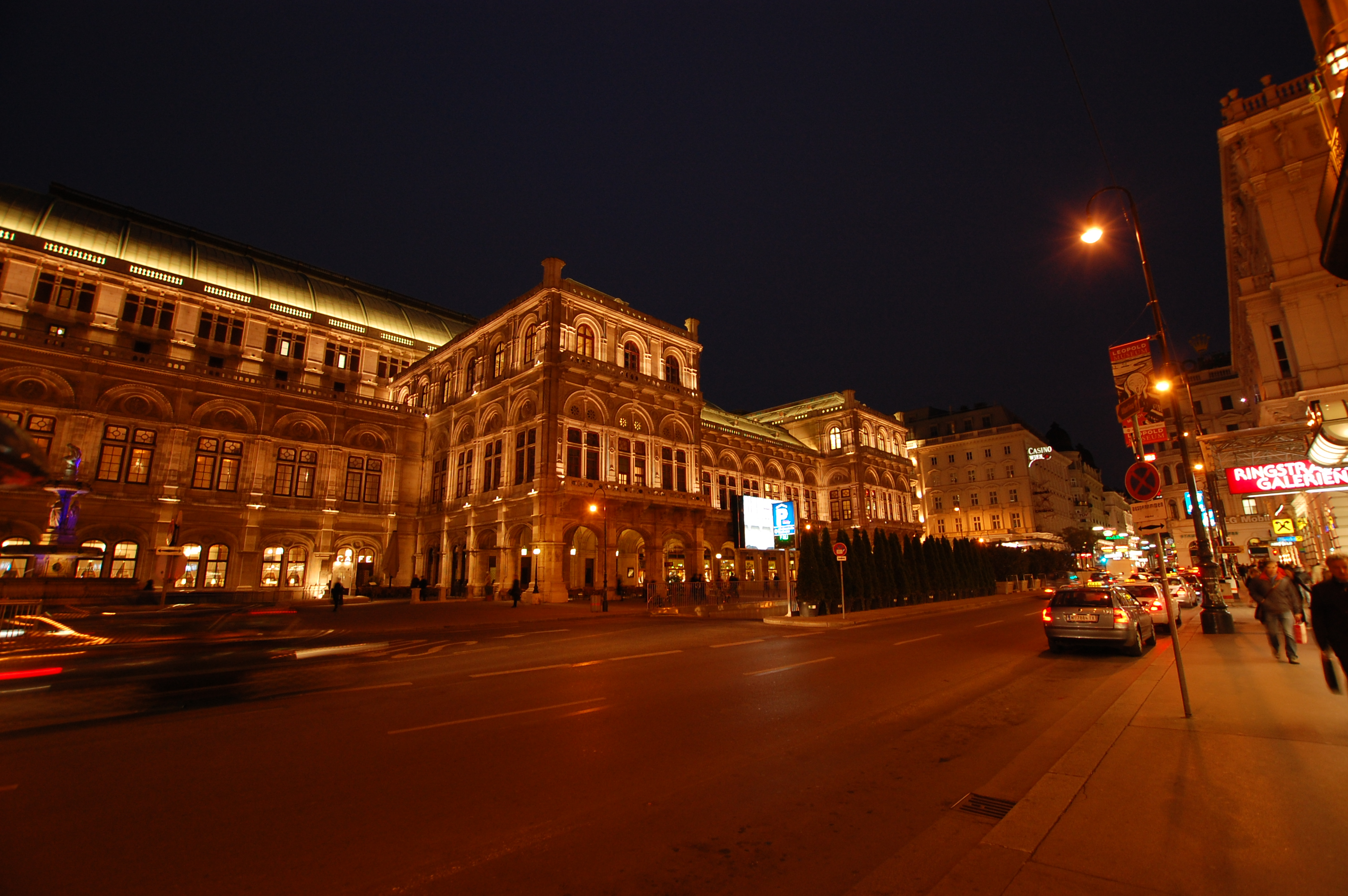
ウィーン国立歌劇場 （夜景）
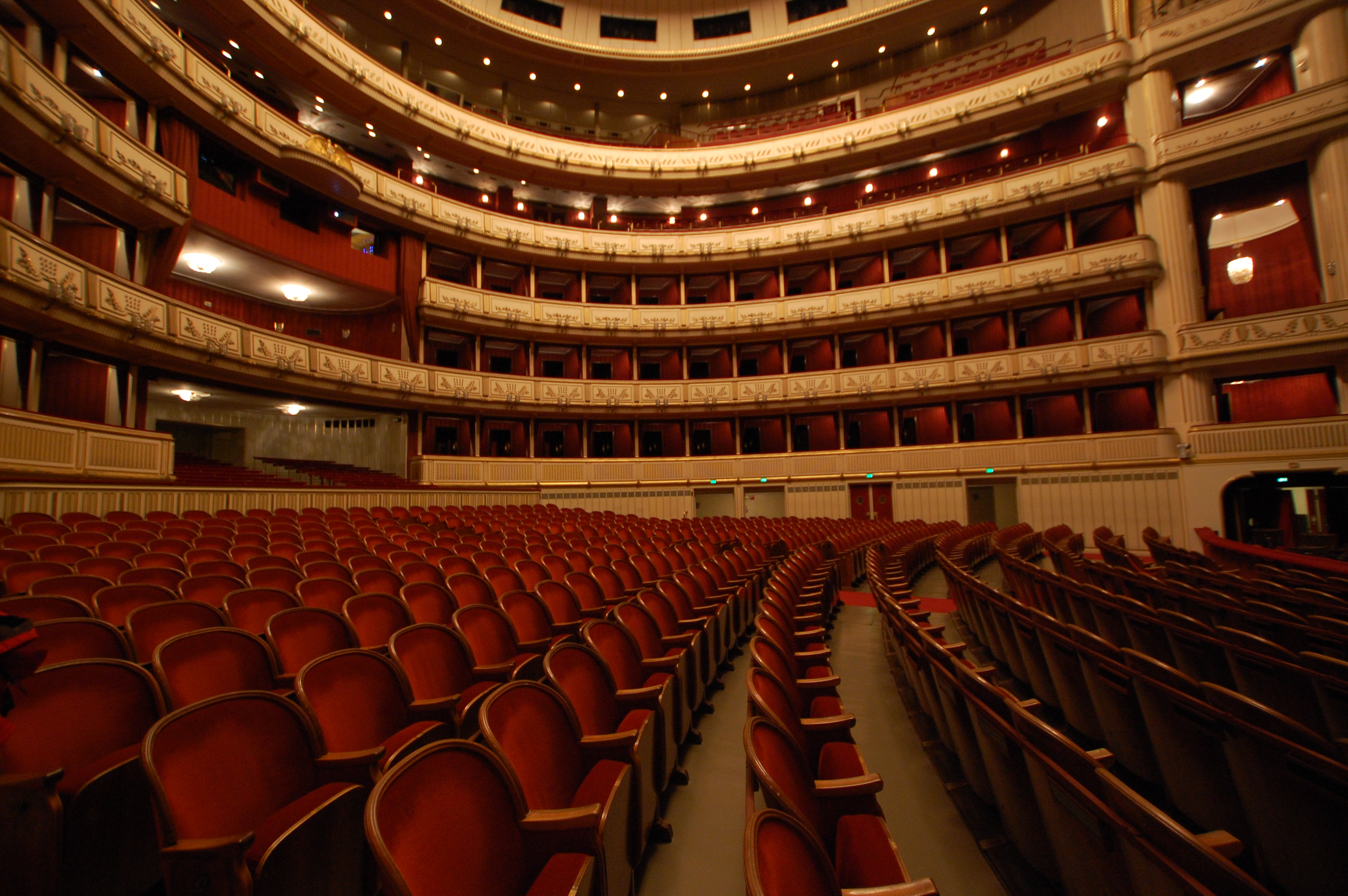
ウィーン国立歌劇場 （観客席）
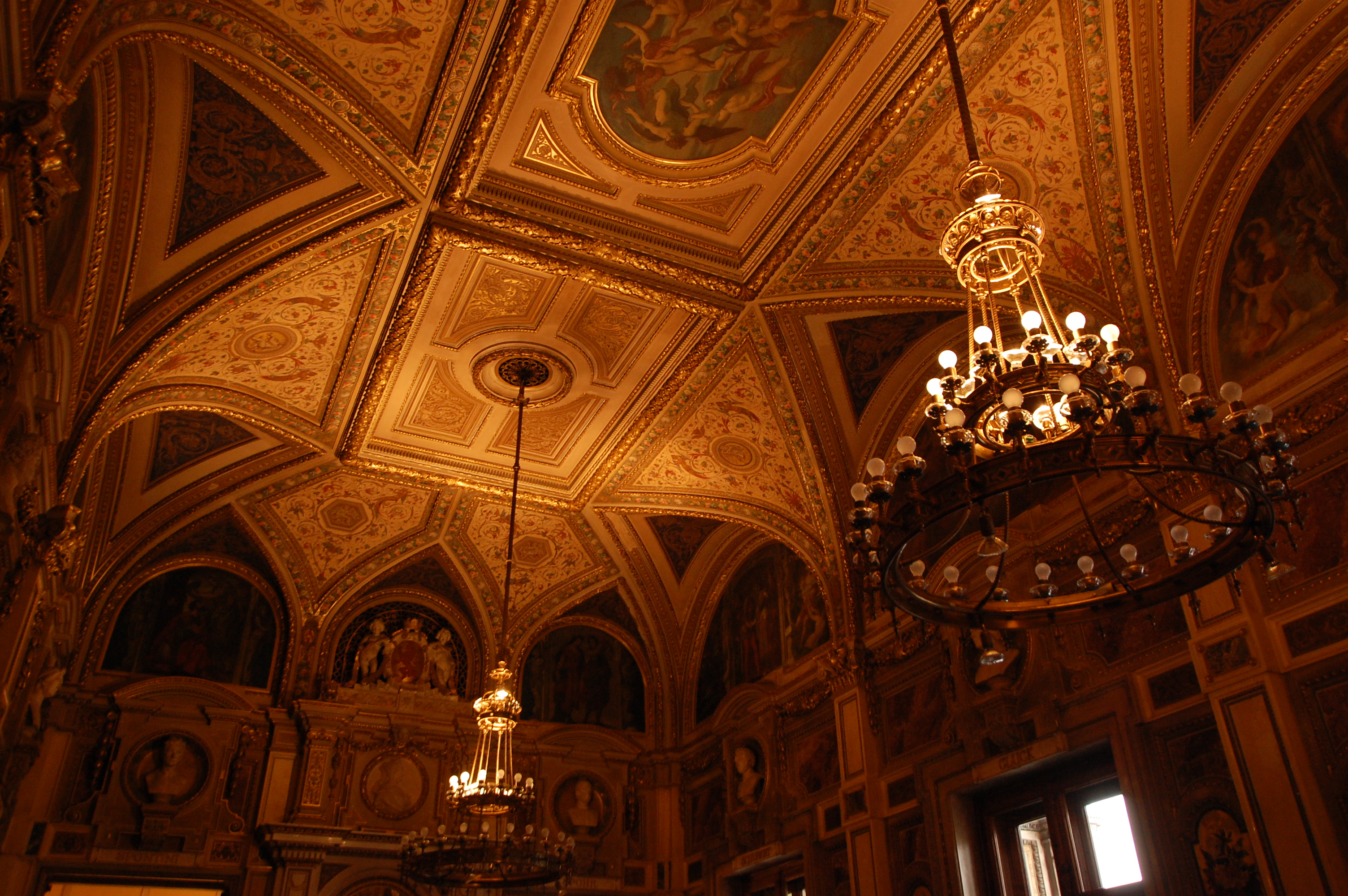
ウィーン国立歌劇場 （内部）